# Árbol-R

Ejemplo simple de un Árbol-R para rectángulos 2D.

Los árboles-R o R-árboles son estructuras de datos de tipo árbol similares a los árboles-B, con la diferencia de que se utilizan para métodos de acceso espacial, es decir, para indexar información multidimensional; por ejemplo, las coordenadas (x, y) de un lugar geográfico. Un problema con aplicación práctica en el mundo real podría ser: "Encontrar todos los museos en un radio de dos kilómetros alrededor de la posición actual".
La estructura de datos divide el espacio de forma jerárquica en conjuntos, posiblemente superpuestos.
Cada nodo de un árbol-R tiene un número variable de entradas (hasta un máximo predefinido). Cada entrada de un nodo interno almacena dos datos: una forma de identificar a un nodo hijo y el conjunto límite de todas las entradas de ese nodo hijo.
Los algoritmos de inserción y borrado utilizan los conjuntos límite de los nodos para asegurar que elementos cercanos están localizados en la misma hoja (en particular, un nuevo elemento será insertado en la hoja que requiera el menor aumento del conjunto límite). Cada entrada de una hoja contiene dos datos: una forma de identificar el elemento actual (que, alternativamente, podría estar directamente en el nodo) y el conjunto límite de ese elemento.
De forma similar, los algoritmos de búsqueda utilizan los conjuntos límite para decidir en qué nodo buscar. De este modo, la mayoría de los nodos del árbol nunca son examinados durante una búsqueda. Esto hace que este tipo de árboles (como los árboles-B) sean idóneos para el trabajo con bases de datos.
Se pueden utilizar distintos algoritmos para dividir nodos cuando estos crecen demasiado, resultando subtipos de árbol-R cuadráticos y lineales.
Los árboles-R no garantizan un buen rendimiento en el peor caso, pero en general se comportan bien con datos del mundo real. Sin embargo, recientemente, en 2004, se publicó un nuevo algoritmo que define el árbol R-de prioridad, que parece ser tan eficiente como los métodos actuales más eficientes y, al mismo tiempo, óptimo para el peor caso.